# Gaël Touya
Pour les articles homonymes, voir Touya (homonymie).
Gaël Touya, né le 23 octobre 1973 à Metz, est un escrimeur français, pratiquant le sabre et licencié à l'Amicale Tarbaise d'Escrime. Professeur d'EPS depuis 1997, il a également enseigné l'escrime au CSAKB (Kremlin-Bicêtre) et à l'université Pierre-et-Marie-Curie, à Paris. Depuis 2004, il est professeur à  l'université Paul Sabatier de Toulouse (section STAPS) où il intervient en escrime ainsi que dans l’enseignement et l'entrainement sportif.
Il a fait partie avec son frère des 2 premières équipes de France de l'histoire à gagner au Sabre le titre de Champion du monde par équipe (1997) et de Champion Olympique (2004).
Aujourd'hui il ne pratique plus l'escrime en compétition mais continue à la pratiquer et à l'enseigner.

## Famille
Il est le frère aîné de Damien Touya, sabreur comme lui, et d'Anne-Lise Touya, sabreuse.

## Palmarès
- Jeux olympiques d'été
  -  médaille d'or par équipe aux Jeux olympiques à Athènes
- Championnats du monde d'escrime
  -  Médaille d'or par équipe en 1997
  -  médaille d'argent par équipe en 1998.
- Coupe du monde d'escrime
  -  médaille d'or par équipe en 1997, 1999, 2001.
- Universiades
  -  médaille d'argent en individuel et par équipe en 1993 (Buffalo, États-Unis)
  -  médaille d'argent  par équipe en 1995 (Fukuoka, Japon)
  -  médaille de bronze en individuel 1995 (Fukuoka, Japon)
- Championnats de France
  -  8 fois champion de France par équipe sénior (de 1997 à 2004).
  -  Champion de France individuel Sénior en 2000.

## Distinction
- Chevalier de la Légion d'honneur[1]
- Médaille d'argent de la Défense nationale